# Clara García
Clara García (Rosario, 6 de mayo de 1960) es una política argentina dirigente del Partido Socialista. Contadora y licenciada en Administración, es actualmente Presidenta de la Cámara de Diputadas y Diputados de la provincia de Santa Fe, luego de encabezar la lista que se impuso en las elecciones legislativas de 2023 en el frente Unidos para Cambiar Santa Fe. Se desempeña como diputada provincial desde 2015.
García se destaca por haber sido a lo largo de su carrera la primera mujer en ocupar diferentes cargos públicos.
En 2009 encabezó la lista de concejales del Frente Progresista Cívico y Social que se impuso en las elecciones de Rosario.
Dictó clases como docente universitaria en la Universidad Nacional de Rosario (UNR), de donde es egresada, y de la Universidad Austral, donde también obtuvo un posgrado en Dirección de Empresas.
Desde el 10 de diciembre de 2023 se convirtió en la primera mujer en presidir la Cámara de Diputadas y Diputados de la provincia de Santa Fe.

## Sus inicios y carrera política
Comenzó a militar en el Partido Socialista en 1986, movilizada por la gran inundación que afectó ese año al barrio Empalme Graneros de Rosario. Se sumó inmediatamente a los grupos de estudios integrados por graduados universitarios, con referentes como Guillermo Estévez Boero y Hermes Binner. 
A lo largo de estos años ha formado parte de la Junta Provincial del Partido Socialista de Santa Fe, siendo también congresal provincial y nacional.

## Trayectoria en la gestión pública
Con apenas 29 años asumió la Subsecretaría de Economía de la Municipalidad de Rosario, tras el triunfo del socialismo en las elecciones de 1989 que consagraron a Héctor Cavallero como intendente.
A partir de la llegada de Hermes Binner a la intendencia en 1995, García pasó a desempeñarse como directora del Banco Municipal de Rosario. 
Ya al iniciarse la gestión de Miguel Lifschitz, en 2003 asumió el desafío de conducir la estratégica Secretaría de Servicios Públicos y Medio Ambiente, teniendo a su cargo áreas clave como el manejo de los residuos urbanos y del transporte público, entre otras.
A partir de 2007, y por dos años, estuvo al frente de la Secretaría de Producción y Desarrollo Local, pasando luego a ocupar el primer lugar de la lista de concejales del Frente Progresista, Cívico y Social en las elecciones de ese año, en las que se impuso en la categoría.
En el año 2013, ya con Mónica Fein como intendenta de Rosario, García volvió al Departamento Ejecutivo Municipal, nuevamente al frente de la Secretaría de Servicios Públicos y Medio Ambiente.
Desde 2015 hasta la fecha se desempeña como diputada provincial. García integró las nóminas legislativas del Frente Progresista, Cívico y Social de ese año y fue reelecta en 2019. En la Cámara Baja siempre se destacó por su minucioso análisis y seguimiento del presupuesto y los tributos, el control y observación de obra pública, y su especial énfasis en temas de género, diversidad, ambiente y de transparencia en el Estado. 
En 2021 fue primera candidata a senadora nacional por el Frente Amplio Progresista, luego de imponerse ampliamente en las elecciones primarias. Su desempeño electoral apalancó la victoria de numerosas candidaturas locales y de la presidenta del Partido Socialista, Mónica Fein, quien encabezó la lista de diputados nacionales, accediendo nuevamente a una banca en el Congreso de la Nación.
En 2023. luego de imponerse en las elecciones primarias abiertas simultáneas y obligatorias dentro del nuevo frente Unidos para Cambiar Santa Fe, García encabezó la lista de diputadas y diputados que se alzó con el triunfo, y se posicionó como la segunda política más votada de la provincia ese año, detrás del gobernador Maximiliano Pullaro.
En la sesión preparatoria de la Cámara de Diputadas y Diputados de Santa Fe desarrollada el 6 de diciembre de 2023, García fue elegida por unanimidad de sus miembros como la primera mujer en presidir el cuerpo deliberativo. 

## Familia
Hija de inmigrantes españoles radicados en Rosario, es la menor de cuatro hermanos. Tiene tres hijos de su primer matrimonio. En 2015 se casó con el exgobernador de Santa Fe y ex intendente de Rosario Miguel Lifschitz, quien falleció víctima del Covid-19 en mayo de 2021